# Luboszyce (przystanek kolejowy)
Luboszyce – zlikwidowany przystanek kolejowy i ładownia w Luboszycach na linii kolejowej Krzelów – Leszno Dworzec Mały, w powiecie górowskim, w województwie dolnośląskim, w Polsce.